# Mel Rodriguez

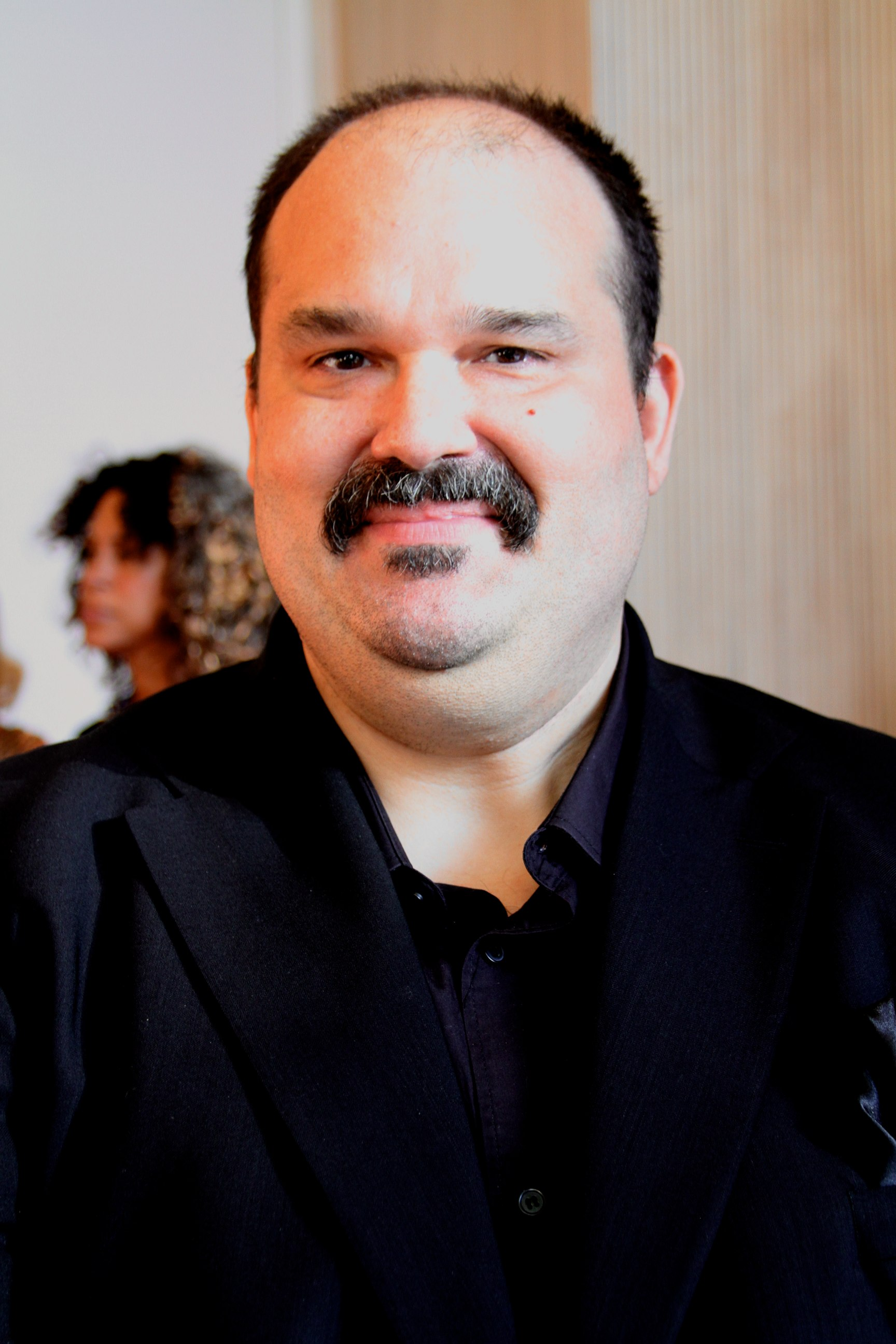
Mel Rodriguez (2014)

Melvin Dimas „Mel“ Rodriguez (* 12. Juni 1973 in Miami, Florida) ist ein US-amerikanischer Schauspieler, der durch seine Rollen aus den Serien Getting On – Fiese alte Knochen, Better Call Saul und The Last Man on Earth Bekanntheit erlangte.

## Leben und Karriere
Mel Rodriguez wurde in Miami, Florida geboren, wo er im Stadtviertel Little Havana aufwuchs. Zunächst versuchte er sich im Boxen, ehe er auf Zuraten seines Highschoollehrers eine Schauspielkarriere in Angriff nahm, nachdem er im Alter von 17 Jahren an einer Schulaufführung teilnahm. Kurz darauf verließ er die High School und erwarb ein Stipendium, mit welchem er die State University of New York at Purchase abschloss. Seine erste Rolle vor der Kamera hatte er im Jahr 1999, als er in einer Episode von Law & Order auftrat. Daraufhin ließ er sich in Los Angeles nieder.
Schnell folgten weitere Gastauftritte in Serien, darunter Third Watch – Einsatz am Limit, Malcolm mittendrin, Gilmore Girls, New York Cops – NYPD Blue, CSI: NY, Ghost Whisperer – Stimmen aus dem Jenseits, Without a Trace – Spurlos verschwunden, The Middle, Workaholics, Community, Hot in Cleveland oder The New Normal. Neben seinen Serienauftritten war Rodriguez auch in einer Reihe von Filmen zu sehen, etwa in Showtime, Panic Room, Deuces Wild – Wild in den Straßen, Garfield – Der Film, Terminal, Three Burials – Die drei Begräbnisse des Melquiades Estrada, Little Miss Sunshine, Happy Fish – Hai-Alarm und frische Fische, Unknown, West of Brooklyn, The Watch – Nachbarn der 3. Art, Brave New Jersey oder Captain Underpants – Der supertolle erste Film.
Deutlich größere Bekanntheit konnte Rodriguez jedoch vor allem durch seine wiederkehrenden Rolle in Fernsehserien erlangen. So war eine seiner ersten Rollen die des Frank in George Lopez. Von 2008 bis 2009 war er als Carlos Hernandez in House of Payne zu sehen. 2011 trat er in der dritten Staffel von Community als Sgt. Nunez auf. Von 2013 bis 2015 war Rodriguez als Patsy de la Serda in Getting On – Fiese alte Knochen zu sehen. Im Jahr 2015 übernahm er eine kleine Rolle als Marco im Breaking Bad-Spinoff Better Call Saul, als der er in einigen Episoden zu sehen war. Ebenfalls seit 2015 ist er zudem als Todd in The Last Man on Earth zu sehen. In der ersten Staffel von Phillip K. Dick’s Electric Dreams ist er in der 10. Folge mit dem Titel „Tötet Alle Anderen“ als Philbert Noyce zu sehen.

## Filmografie (Auswahl)
- 1999: Law & Order (Fernsehserie, Episode 9x15)
- 1999: Wirey Spindell
- 1999: Third Watch – Einsatz am Limit (Third Watch, Fernsehserie, Episode 1x01)
- 2002: Fidel (Fernsehfilm)
- 2002: Malcolm mittendrin (Malcolm in the Middle, Fernsehserie, Episode 3x13)
- 2002: Showtime
- 2002: Panic Room
- 2002: Deuces Wild – Wild in den Straßen (Deuces Wild)
- 2002: Gilmore Girls (Fernsehserie, Episode 2x21)
- 2002: Andy Richter und die Welt (Andy Richter Controls the Universe, Fernsehserie, Episode 2x05)
- 2002–2007: George Lopez (Fernsehserie, 5 Episoden)
- 2004: New York Cops – NYPD Blue (NYPD Blue, Fernsehserie, Episode 11x12)
- 2004: Garfield – Der Film (Garfield)
- 2004: Terminal
- 2004: CSI: NY (Fernsehserie, Episode 1x05)
- 2005: Three Burials – Die drei Begräbnisse des Melquiades Estrada
- 2005: Ghost Whisperer – Stimmen aus dem Jenseits (Ghost Whisperer, Fernsehserie, Episode 1x03)
- 2006: Little Miss Sunshine
- 2006: Happy Fish – Hai-Alarm und frische Fische (Shark Bait, Stimme)
- 2006: Unknown
- 2006: Big Top
- 2007: Ganz schön schwanger (Notes from the Underbelly, Fernsehserie, Episode 1x04)
- 2007: Without a Trace – Spurlos verschwunden (Without a Trace, Fernsehserie, Episode 6x09)
- 2008: West of Brooklyn
- 2008: Raising the Bar (Fernsehserie, Episode 1x05)
- 2008: Kath & Kim (Fernsehserie, Episode 1x04)
- 2008–2009: House of Payne (Fernsehserie, 4 Episoden)
- 2009: The Middle (Fernsehserie, Episode 1x04)
- 2009: FlashForward (Fernsehserie, 2 Episoden)
- 2010: Big Love (Fernsehserie, 2 Episoden)
- 2010–2011: Running Wilde (Fernsehserie, 13 Episoden)
- 2010–2012: Choke.Kick.Girl: The Series (Fernsehserie, 8 Episoden)
- 2011: Workaholics (Fernsehserie, Episode 1x05)
- 2011: Community (Fernsehserie, 3 Episoden)
- 2012: Hot in Cleveland (Fernsehserie, Episode 3x23)
- 2012: The Watch – Nachbarn der 3. Art (The Watch)
- 2012: The Producer (Fernsehfilm)
- 2013: The New Normal (Fernsehserie, Episode 1x17)
- 2013: Fat
- 2013: Thrill to Kill
- 2013–2015: Getting On – Fiese alte Knochen (Getting On, Fernsehserie, 17 Episoden)
- 2014: Enlisted (Fernsehserie, 8 Episoden)
- 2014: Suburban Gothic
- 2015–2017: Better Call Saul (Fernsehserie, 3 Episoden)
- 2015–2018: The Last Man on Earth (Fernsehserie)
- 2016: Brave New Jersey
- 2016–2018: We Bare Bears – Bären wie wir (We Bare Bears, Fernsehserie, 3 Episoden, Stimme)
- 2017: Captain Underpants – Der supertolle erste Film (Captain Underpants: The First Epic Movie, Stimme)
- 2018: Philip K. Dick’s Electric Dreams (Fernsehserie, Episode 1x10)
- 2018: Grace & Frankie (Fernsehserie, Episode 4x01)
- 2018: Overboard
- 2018: Animals. (Fernsehserie)
- 2020: Das Letzte, was er wollte (The Last Thing He Wanted)
- 2020: Onward: Keine halben Sachen (Onward, Stimme)
- 2020: The Twilight Zone (Fernsehserie, Episode 2x03)
- 2021: CSI: Vegas (Fernsehserie, 10 Episoden)
- 2021–2022: Made for Love (Fernsehserie, 3 Episoden)
- 2022: The Afterparty (Fernsehserie, 3 Episoden)
- 2025: The Residence (Fernsehserie, 8 Episoden)